# Meteorologiåret 1993

## Händelser

### Februari
- 1 februari – En storm i Jämtland, Sverige innebär enligt uppgift att det blåser en medelvind på 42 meter per sekund på Åreskutan [1].

### Mars
- 13 mars
  - En snöstorm lamslår de östra delarna av USA [2].
  - 265 centimeter snö uppmäts i Katterjåkk, Sverige vilket anses vara mer realistiskt snödjupsrekord för svenska Lappland än det officiella från 1926 [3].

### April
- 26 april – I Prestebakke, Norge noteras norskt värmerekord för månaden med nästan + 27.0 °C [4].
- 27 april
  - I Genevad, Sverige uppmäts temperaturen + 29 °C vilket blir Sveriges högsta uppmätta temperatur för månaden [5].
  - I Holbæk, Danmark uppmäts temperaturen + 28,6 °C, vilket blir Danmarks högst uppmätta temperatur för månaden [6].
- 30 april – högsommarvärme i flera delar av Sverige, en varm valborg.

### Juni
- 1 juni – I Saint Cloud i Minnesota, USA rapporteras rekordsen kyla [7].
- Juni-augusti
  - Sverige upplever en mestadels regnig sommar med en medeltemperatur på + 14.5° C [8].
  - Norrland, Sverige upplever översvämningar [9].
- Juni-oktober - Mississippi- och Missourifloderna i USA svämmar över och orsakar den största katastrofen i området sedan Mississippiflodens översvämning 1927.
- Juni - Översvämningar drabbar flera delar av centrala och sydöstra Europa.

### Augusti
- 14 augusti – I Mardin, Turkiet uppmäts temperaturen + 48.8 °C (119.8°F), vilket blir Turkiets högst uppmätta temperatur någonsin [10].

### September
- September-oktober - Sverige upplever så kallad brittsommar [11].

### November
- 6 november – Kraftiga snöfall härjar i Minnesota, USA [12].

### December
- December - Rekordmycket nederbörd faller över nordligaste Norrland, Sverige [13].
- 25 december - En så kallad "vit jul" inträffar i Storbritannien [14].
- 26-27 december - Sverige drabbas av omfattande snöfall under julhelgen, med långvariga strömavbrott i Götaland [15].

### Okänt datum
- Ett mycket kraftigt  inflöde till Östersjön på 300 km3 inträffar [16]

## Avlidna
- 25 juli – Vincent Schaefer, amerikansk kemist och meteorolog.
- 10 oktober – Alf Nyberg, 82, svensk meteorolog, SMHI:s chef 1955-1977.
- 18 november – André Robert, kanadensisk meteorolog.

### Fotnoter
1. ↑  SMHI
2. ↑  Arnaldo P. Alfonso and Lino R. Naranjo (1 mars 1996). ”The 13 March 1993 Severe Squall Line over Western Cuba”. American Meteorological Society. ss. 89–102. doi:10.1175/1520-0434(1996)011<0089%3ATMSSLO>2.0.CO%3B2. http://ams.allenpress.com/perlserv/?request=get-abstract&doi=10.1175%2F1520-0434%281996%29011%3C0089%3ATMSSLO%3E2.0.CO%3B2. Läst 25 april 2007.
3. ↑  SMHI
4. ↑  MET
5. ↑  SMHI Arkiverad 9 september 2010 hämtat från the Wayback Machine.
6. ↑  ”Extreme weather”. Met Office. Arkiverad från originalet den 29 december 2010. https://web.archive.org/web/20101229172517/http://www.metoffice.gov.uk/climate/uk/extremes/index.html. Läst 4 februari 2011.
7. ↑  ”Arkiverade kopian”. Arkiverad från originalet den 26 juli 2010. https://web.archive.org/web/20100726102347/http://www.climate.umn.edu/pdf/day_in_weather_history/june_wx_history.pdf. Läst 16 februari 2011.
8. ↑  SMHI
9. ↑  ”SMHI”. Arkiverad från originalet den 15 november 2012. https://web.archive.org/web/20121115095654/http://www.smhi.se/kunskapsbanken/hydrologi/1985-hostflode-i-dalarna-och-halsingland-1.12788. Läst 2 februari 2011.
10. ↑  ”Sıkça Sorulan Sorular - Meteoroloji Genel Müdürlüğü”. Dmi.gov.tr. Arkiverad från originalet den 3 juli 2011. https://web.archive.org/web/20110703033621/http://dmi.gov.tr/genel/sss.aspx?s=sicaklikenleri2. Läst 20 augusti 2010.
11. ↑  SMHI
12. ↑  ”Arkiverade kopian”. Arkiverad från originalet den 16 juli 2010. https://web.archive.org/web/20100716104924/http://www.climate.umn.edu/pdf/day_in_weather_history/november_wx_history.pdf. Läst 16 februari 2011.
13. ↑  SMHI Arkiverad 27 november 2012 hämtat från the Wayback Machine.
14. ↑  Met Office Arkiverad 8 januari 2007 hämtat från the Wayback Machine.
15. ↑  John Pohlmans blogg 23 december 2010 - Julhelger, en tillbakablick Arkiverad 26 december 2010 hämtat från the Wayback Machine.
16. ↑  SMHI